# Louise Sophie Arnold
Louise Sophie Arnold (* 2001 in Berlin) ist eine deutsche Schauspielerin.

## Leben
Louise Sophie Arnold wurde 2001 in Berlin geboren. Ihr Vater ist der Schauspieler Thomas Arnold, ihre Mutter die Puppenspielerin Doreen Arnold.
Nach Rollen in einem Unterrichtsfilm sowie dem Kinofilm Tigermilch ist Louise Sophie Arnold seit 2017 vor allem im Fernsehen zu sehen. Unter anderem spielte sie Episodenhauptrollen in den Fernsehserien Der Bergdoktor, Bettys Diagnose und Der Lehrer. 2019 verkörperte sie in der sechsteiligen Fernsehserie Bonusfamilie die Tochter in einer Patchworkfamilie. Der Kritiker Tilmann P. Gangloff lobte Bonusfamilie „in erster Linie wegen der ausnahmslos guten schauspielerischen Leistungen“ und ergänzte, Regisseurin Isabel Braak habe „auch bei den jungen Darstellern (Louise Sophie Arnold spielt die heranwachsende Tochter) … vorzügliche Arbeit geleistet“.
Den Besuch des Gymnasiums brach Arnold nach der 12. Klasse ab, um sich ganz ihrer Schauspielkarriere zu widmen.
Arnold lebt mit ihren Eltern in Wildpark-West.

## Filmografie (Auswahl)
- 2015: Die kleine Benimmschule 9 – Im Netz (Lehrfilm)
- 2017: Tigermilch (Spielfilm)
- 2017: Das Pubertier (Fernsehserie) (6 Folgen)
- 2017: Der Bergdoktor (Fernsehserie) (Folge: Versehrte Seelen)
- 2018: Die Bergretter (Fernsehserie) (Folge: Verbotene Liebe)
- 2018: Bettys Diagnose (Fernsehserie) (Folge: Gewissensbisse)
- 2018: Praxis mit Meerblick (Fernsehserie) (Folge: Unter Campern)
- 2018: Tierärztin Dr. Mertens (Fernsehserie) (Folge: Carpe Diem)
- 2018: Der Lehrer (Fernsehserie) (Folge: Okay, ihr wollt’n Kind? Könnt ihr haben)
- 2019: SOKO Hamburg (Fernsehserie) (Folge: Herr Dückers)
- 2019: Bonusfamilie (Fernsehserie) (6 Folgen)[4]
- 2020: SOKO München (Fernsehserie) (Folge: Tod eines Autors)
- 2020: Blutige Anfänger (Fernsehserie) (Folge: Tödliche Affäre)
- 2020: Alarm für Cobra 11 – Die Autobahnpolizei (Fernsehserie) (Folge: Abgründe)
- 2021: Letzte Spur Berlin (Fernsehserie) (Folge: Klimaangst)
- 2021: SOKO Wismar (Fernsehserie) (Folge: Glückskeks)
- 2022: Das Traumschiff (Fernsehreihe) (Folge: Namibia)
- 2022: In aller Freundschaft – Die jungen Ärzte (Fernsehserie) (Folge: Verantwortung)
- 2022: Wendehammer (Fernsehserie) (Folge: Wer Wind sät)
- 2024: Käthe und ich: Sommerliebe (Fernsehreihe)

## Tätigkeiten als Sprecherin (Auswahl)
- 2019: All Adventurous Women Do (Original-Hörspiel von Tanja Sljivar, Regie: Hans Block / WDR)[5]